# Instituto de Artes Contemporáneas de Lancaster
El Instituto de Artes Contemporáneas de Lancaster (conocido coloquialmente como LICA o The Lancaster Institute) es una institución académica, escuela de arte y brazo de la Universidad de Lancaster, que ofrece investigación y enseñanza en los campos del arte y el diseño contemporáneos; incluso en las materias de Estudios de Bellas Artes, Teatro, Diseño y Cine. El instituto también alberga dos centros de investigación: Insight e Imagination. LICA tiene una estrecha relación de trabajo con la organización de artes públicas: Lancaster Arts.
Los académicos notables incluyen a los profesores; Tim Etchells, Charlie Gere, Christopher Frayling (KCMG), Kevin Roberts, Gerry Harris y Rachel Cooper (OBE); Entre los alumnos notables se incluyen el presentador de televisión James May, el compositor Andrew Ford, el actor Andy Serkis y el ganador del premio BP Portrait Prize, Peter Monkman.
Con un fuerte enfoque en la investigación, en 2014, el 100 % de los resultados de la investigación se clasificó como excelente a nivel internacional o líder mundial. La enseñanza en LICA está clasificada dentro de las 100 mejores universidades del mundo, que ofrecen cursos de Arte y Diseño, según QS World Rankings, y está clasificada constantemente dentro de las 5 mejores escuelas de arte de pregrado en el Reino Unido; ocupó el segundo lugar en 2014 y el tercero en 2015 y 2016.

## Departamentos
El Instituto Lancaster está compuesto por cuatro disciplinas creativas; estos son, Arte, Diseño, Cine y Teatro. En 2013 se promulgó una decisión de expandir el Departamento de Bellas Artes, y el departamento aceptó más de un 50 % de solicitantes que la cohorte anterior, y se propuso una admisión aún mayor para el año siguiente. El curso de Arte de pregrado, con un fuerte elemento teórico y con requisitos de calificación de AAB, atrae a estudiantes altamente académicos; Estos son algunos de los requisitos más altos para obtener una licenciatura en Bellas Artes en el Reino Unido, justo por debajo del requisito AAA de la Escuela de Arte Ruskin. Los recién graduados se han graduado en instituciones de arte de posgrado, incluido The Royal College of Art y la Real Academia de Arte.

### Investigación

#### Insight Research Center
Insight es un centro de investigación creativa en la Universidad de Lancaster que se especializa en investigación teórica, de laboratorio y de estudio en las bases disciplinarias de Bellas Artes, Teatro, Cine, Danza y Sonido. Inaugurado en 2014, el enfoque de investigación es "dar sentido a las artes" y resaltar la importancia y el valor de las artes en la sociedad. Hablando en el lanzamiento, el artista Grayson Perry señaló cómo los juicios de los críticos de las artes son a menudo de naturaleza “autista”; negándose a buscar sentido en la producción e investigación del arte contemporáneo, destacando la importancia de las actividades de investigación del instituto.

#### Imagination Research Centre
El Imagination Research Centre lleva a cabo investigaciones aplicadas y teóricas sobre las interacciones del diseño. La investigación se centra en una combinación de métodos basados en la práctica que surgen del diseño y las artes con métodos de ciencia y ciencias sociales, abordando desafíos contemporáneos como el cambio climático y la densidad urbana.

#### Highwire Doctoral Training Center
El Highwire Doctoral Training Center es un Centro de Formación de Doctorado (CDT) transversal que se centra en la Economía Digital. La investigación se proyecta como posdisciplinaria e intenta encontrar una fusión creativa de las tres disciplinas subyacentes: Informática, Gestión y Diseño, que sustentan la resolución creativa de problemas en relación con la economía digital.

#### The Creative Exchange
The Creative Exchange es un colectivo de investigación colaborativa e intercambio de conocimientos entre la Universidad de Lancaster, la Universidad de Newcastle y el Royal College of Art, que produce investigaciones y conferencias en áreas de diseño de experiencias, creación de prototipos digitales e innovación en comunicación. Hay un enfoque particular en la investigación del espacio público digital con una proporción significativa de actividades de investigación orientadas a proyectos colaborativos en esta área.

### Lancaster Arts en la Universidad de Lancaster
Lancaster Arts en la Universidad de Lancaster, anteriormente Live at LICA, es la organización de artes públicas del instituto compuesta por la Galería Peter Scott, el Teatro Nuffield y la Serie de Conciertos Internacionales de Lancaster. En 2009, la Universidad combinó estas tres organizaciones como un solo departamento, inicialmente denominado 'Artes públicas', pero luego rebautizado como 'Live at LICA' antes de convertirse en 'Lancaster Arts en Lancaster University' en 2015.

#### Lancaster International Concert Series
Lancaster International Concert Series es el principal proveedor de música clásica en el norte de Lancashire y Cumbria. Los conciertos se llevan a cabo dentro del Gran Salón. Entre octubre y marzo de cada año el ciclo ofrece una variada dieta musical que incluye: conciertos orquestales, música de cámara, eventos para jóvenes, jazz, conciertos familiares y músicas del mundo.

#### Colecciones de Arte y Antigüedades

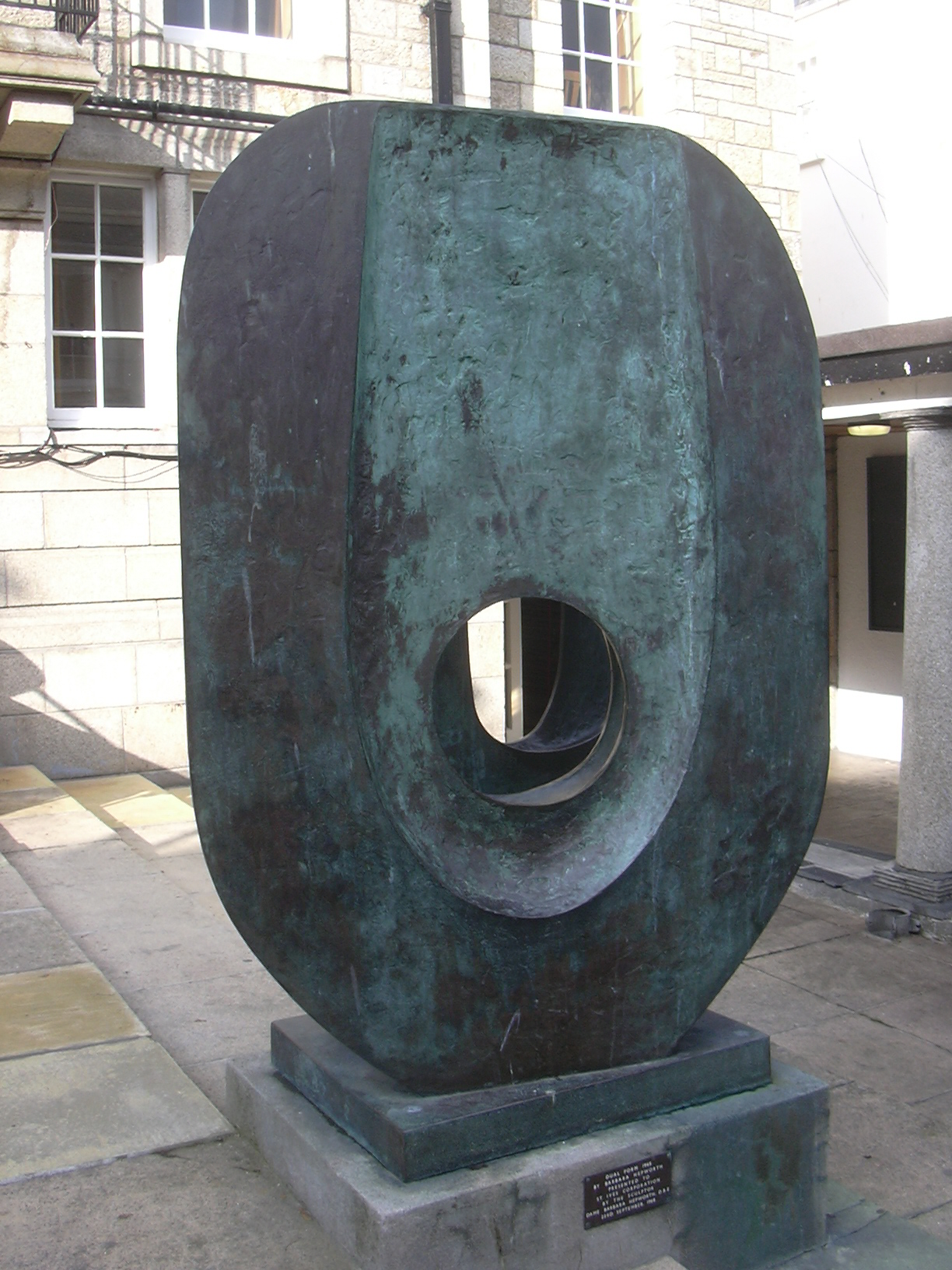
Forma dual de Barbara Hepworth, bronce, 1965, una de las cuales está en exhibición permanente en la Universidad de Lancaster como parte de las colecciones de la galería Peter Scott.

La Galería Peter Scott tiene importantes colecciones de arte y objetos antiguos, incluida una importante colección de arte chino y japonés, así como una colección de arte del siglo XX que incluye obras de artistas de la Escuela St Ives, Sir Terry Frost, Wilhelmina Barns-Graham, Barbara Hepworth y William Scott. Entre otros artistas británicos cuyo trabajo está representado se encuentran Norman Adams, Patrick Caulfield, Elisabeth Frink, Kenneth Martin y Winifred Nicholson. Las adquisiciones recientes han incluido obras de Andy Goldsworthy, Peter Howson y Albert Irvin. La colección de la universidad también incluye grabados de importantes artistas europeos como Durero, Miró, Ernst, Mondrian y Vasarely, y las colecciones especiales de la Universidad de Lancaster tienen una colección de libros de artistas y un archivo de libros emergentes.
La colección también incluye una serie de antigüedades, muchas de las cuales están en exhibición permanente en la Sala de Cerámica John Chambers de la Galería Peter Scott. La colección incluye vasijas romanas, griegas y egipcias en cerámica y vidrio. Los ejemplos de elementos de la colección incluyen un lápiz óptico romano, un fragmento de papiro egipcio de un Libro de los Muertos. La Galería Peter Scott también alberga una de las colecciones más significativas de Pilkington's Tile and Pottery Company en el Reino Unido.

## Historia
El Instituto Lancaster para las Artes Contemporáneas se formó en 2005, con el objetivo de crear una "masa crítica" de materias artísticas. Desde esta fusión, el título de Arte de Lancaster ha mantenido las diez primeras posiciones en numerosas tablas de clasificación, y actualmente ocupa el tercer lugar a nivel nacional en la Guía Universitaria Completa.

## Edificios

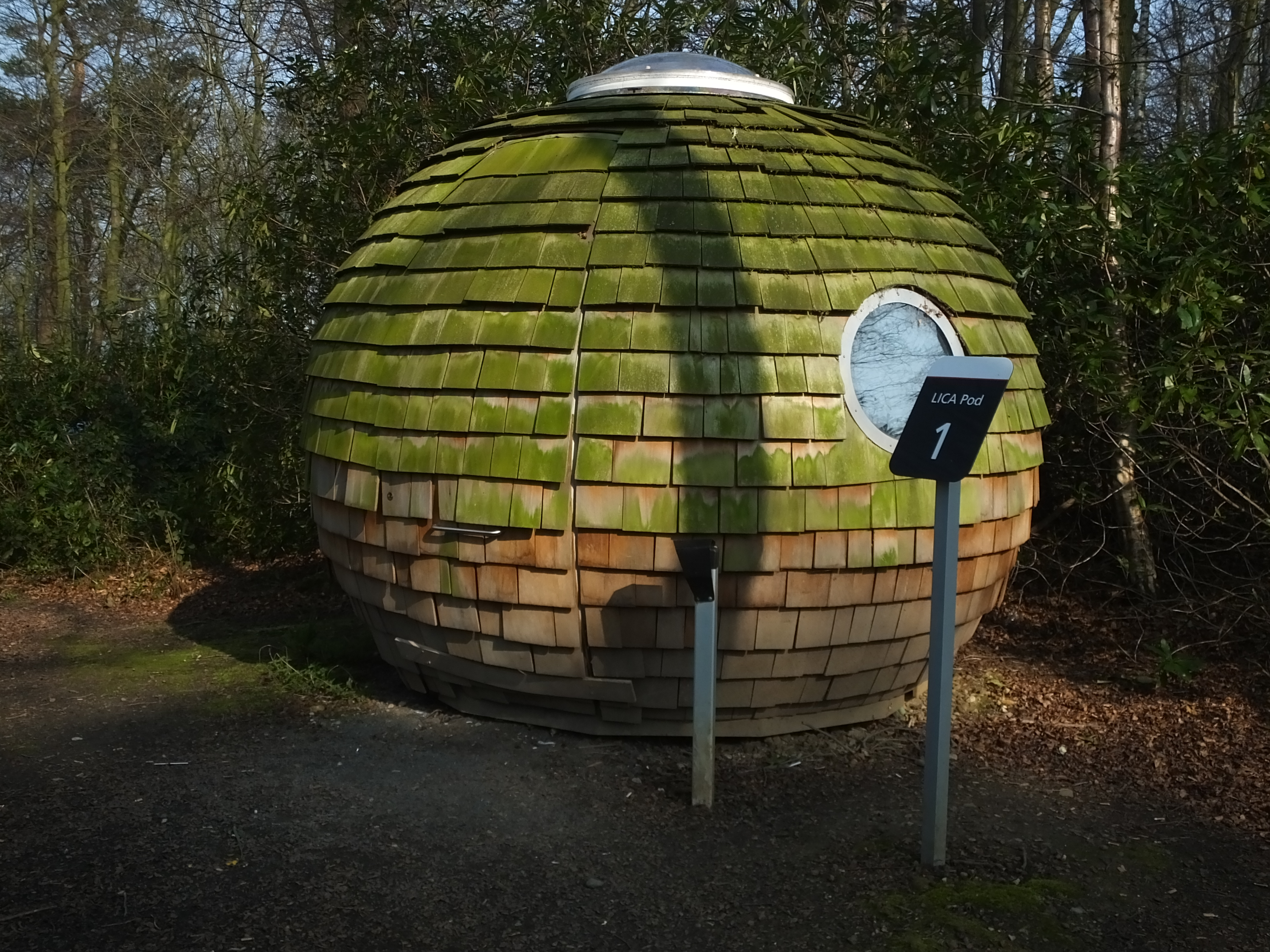
Una de las dependencias 'Pod' de LICA, utilizada como espacios de reunión y salas de seminarios

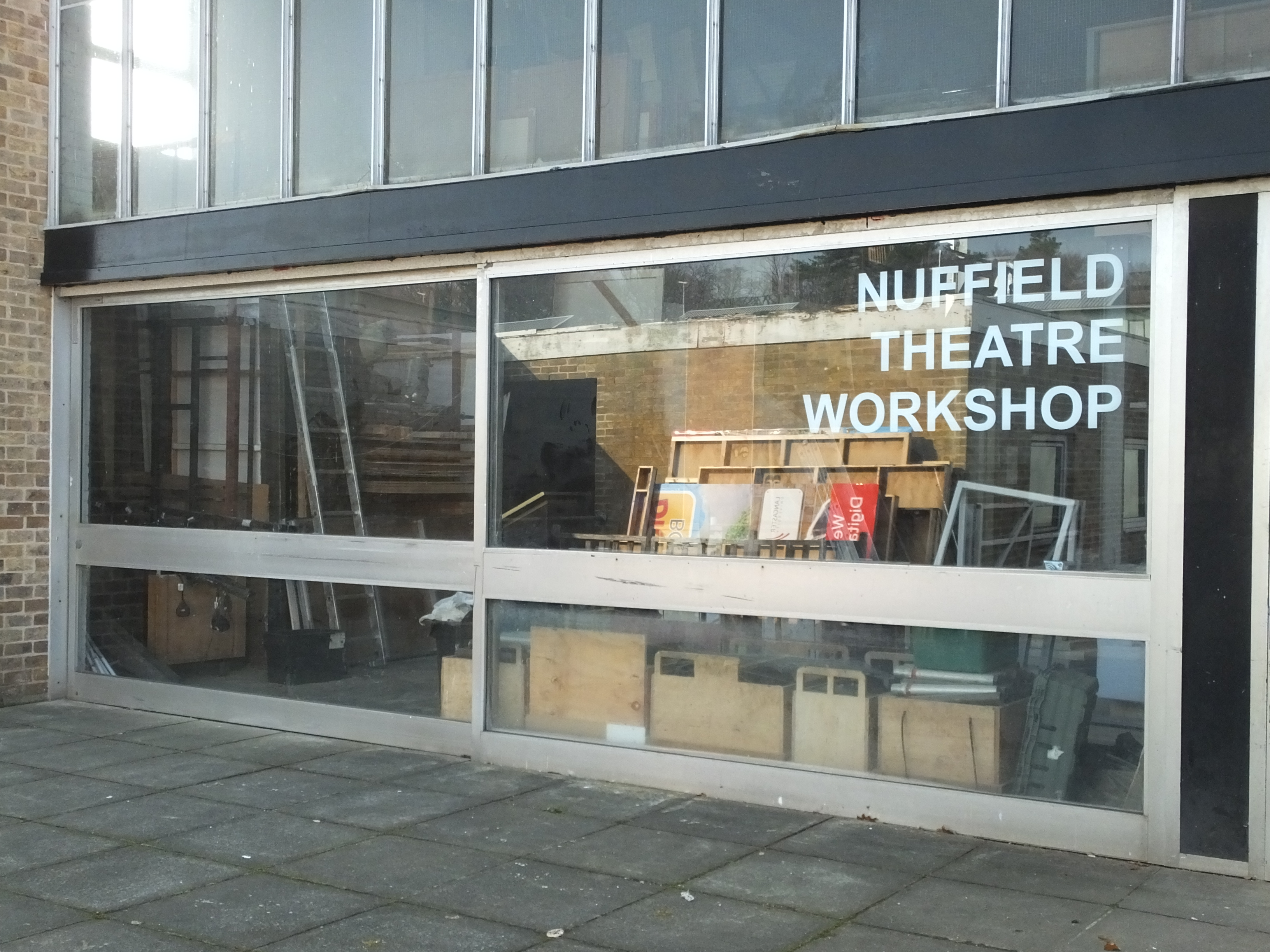
Taller de escenario del Teatro Nuffield

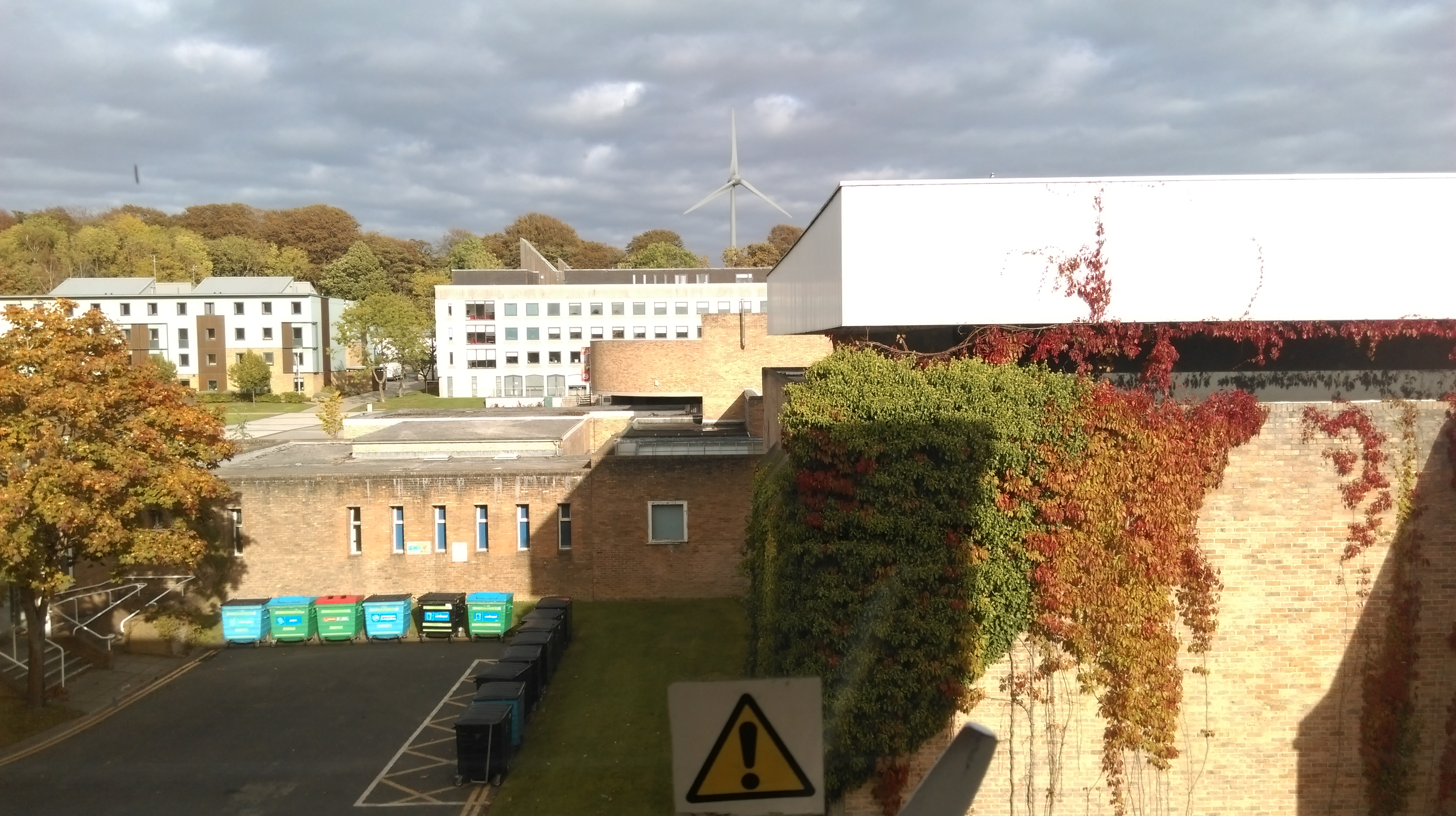
Una vista de The County College con vista al antiguo edificio de música y al Great Hall Complex, desde el laboratorio de arte del primer piso en Bowland Annex

El departamento está ubicado entre cuatro edificios ubicados en el lado norte del campus de Bailrigg de la Universidad de Lancaster. El edificio principal, conocido como The LICA Building, fue inaugurado en 2010, diseñado por el arquitecto James Jones de Sheppard Robson, y alberga espacios de actuación, espacios de instalación, espacios para conferencias, salas de seminarios, laboratorios de diseño y estudios de arte, así como varios pequeños dependencias utilizadas como salas de reuniones para estudiantes. En 2011, el Instituto Lancaster para las Artes Contemporáneas (LICA) se convirtió en el primer edificio de educación superior y solo el segundo edificio en recibir una calificación BREEAM Sobresaliente después de la finalización. El edificio principal de Arte es el Anexo Bowland, adyacente al Edificio LICA, que alberga el resto de los estudios de Bellas Artes, un espacio de instalación, un taller de madera y espacios prácticos de enseñanza.
El Great Hall Complex alberga la Peter Scott Gallery, que lleva el nombre de Sir Peter Markham Scott, el Nuffield Theatre, el Great Hall, The Jack Hilton Music Rooms, un taller de producción teatral especialmente diseñado, espacios de ensayo y un Life Drawing Studio. Las salas de música Jack Hylton recibieron su nombre del artista Jack Hylton. Cuando se inauguró en 1965, se esperaba que las salas convirtieran a Lancaster en el centro musical del Noroeste.
El Nuffield Theatre, un teatro de caja negra, es uno de los teatros de estudio profesionales más grandes y adaptables de Europa. Presenta actuaciones públicas en los campos del teatro, la danza contemporánea y el arte en vivo de algunas de las compañías más conocidas y respetadas del Reino Unido y del extranjero.
Las oficinas académicas del instituto tienen su sede en el Edificio LICA, Universidad de Lancaster.